# Telescópio solar

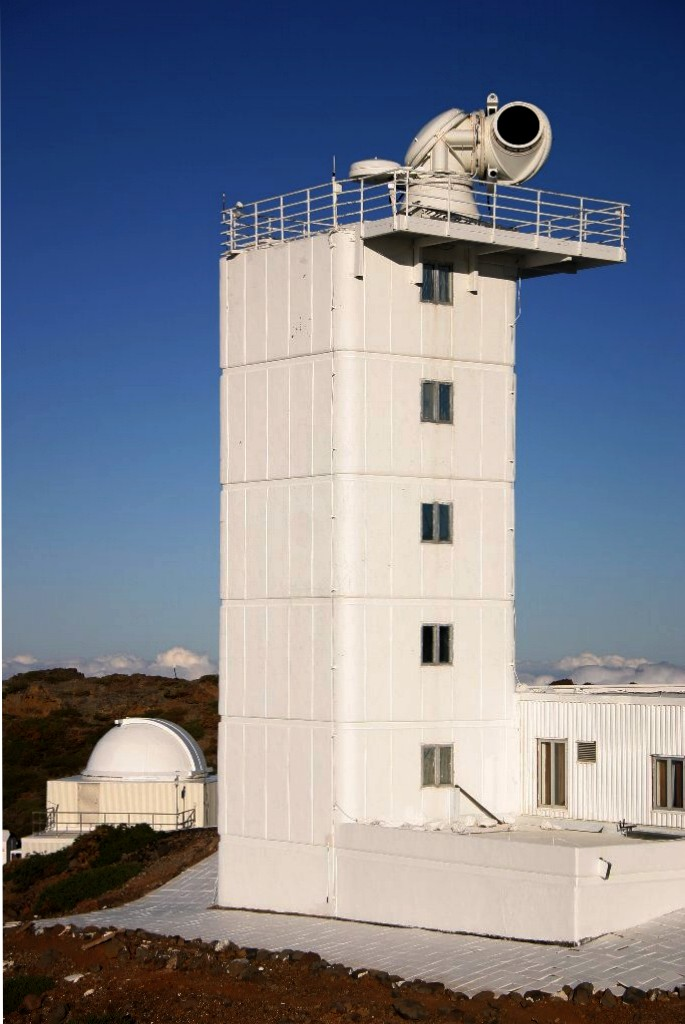
Telescópio Solar Sueco no Observatório do Roque de los Muchachos, La Palma, Ilhas Canárias.

Um telescópio solar é um telescópio de propósito particular, usado para observar o Sol. Os telescópios solares geralmente detetam luz cujo comprimento de onda está no espectro visível ou nas suas proximidades.

## Telescópios solares profissionais
Os telescopios solares necessitam de óticas suficientemente potentes para alcançar a melhor difração possível. Porém, não necessitam da potência de captação de luz de outros telescópios astronómicos. Devido aos telescópios solares serem operados durante o dia, mostrando uma imagem de um objeto astronómico muito brilhante, e à imposição do limite de visibilidade imposto pelas turbulências atmosféricas ser muito pior que o experimentado pelos telescópios noturnos, as objetivas deste tipo de telescópios são geralmente de 1 m ou menos de diâmetro. O calor gerado pela luz do Sol bem focada também gera um problema de desenho. Os observatórios solares profissionais podem ter elementos com distâncias focais muito grandes e a trajetória da luz pode manter-se numa ampola de vácuo para eliminar o movimento do ar devido à convecção dentro do mesmo telescópio. Dado que tal faz com que o telescópio resulte relativamente pesado (alguns deles são os telescópios óticos mais pesados do mundo), e o objeto observado (o Sol) viajar num percurso fixo através do céu, os telescópios solares costumam ser fixos na sua posição (por vezes subterrânea) cuja única parte móvel é um helióstato que segue a trajetória do Sol. Estes telescopios utilizam técnicas de filtragem e de projeção para a observação direta, além de câmaras de filtragem de diversos tipos. As ferramentas especializadas tais como espectroscópios e espectroelioscópios são usadas para examinar o Sol em diferentes comprimentos de onda.

### Alguns telescópios solares
- Torre de Einstein (Einsteinturm) opera desde 1924
- Telescópio solar McMath-Pierce (1.6 m de diâmetro, desde 1961)
- Observatorio McMath-Hulbert (24"/61 cm de diâmetro, 1941–1979)
- Swedish Vacuum Solar Telescope (47.5 cm de diâmetro, 1985–2000)
- Telescópio Solar Sueco (1 m de diâmetro, desde 2002)
- Telescópio solar Richard B. Dunn (1.63 m de diâmetro, desde 1969)
- Observatório Mount Wilson
- Dutch Open Telescope (45 cm de diâmetro, desde 1997)
- Observatório Astrofísico da Crimeia (1.2 m de diâmetro)
- Observatório Teide, que alberga mútiplos telescópios solares, incluindo o Vacuum Tower Telescope de 70 cm  (desde 1989) e o Telescópio solar GREGOR de 1.5 m webcam).
- Telescópio de tecnologia solar avançada, em projeto com 4m de abertura.